# Џими Кимел
Џејмс Кристијан Кимел (енгл. James Christian Kimmel; Њујорк, 13. новембар 1967) амерички је водитељ, комичар, писац и продуцент. Водитељ је и главни продуцент емисије Уживо са Џимијем Кимелом која се емитује на телевизији Еј-Би-Си од 2003. године. Био је водитељ доделе награде Еми за ударне термине 2012. и 2016. године и доделе Оскара 2017, 2018, 2023. и 2024. године. Појављивао се у неколико филмова где је углавном глумио себе.